# JC科学捜査官雛菊こまりシリーズ
『JC科学捜査官雛菊こまりシリーズ』は、上甲宣之の小説のシリーズ。

## 概要
人材交流のため、アメリカＦＢＩ科捜研の特別研修員として、祖父が勤める兵庫県警科捜研に派遣された、14歳にして博士号をもつ雛菊こまりが、最新の科学捜査で不可解なオカルト事件の謎に迫るシリーズ

## シリーズ作品
- JC科学捜査官 雛菊こまりとひとりかくれんぼ殺人事件
- JC科学捜査官 雛菊こまりとくねくね殺人事件

## 各話ストーリー
JC科学捜査官 雛菊こまりとひとりかくれんぼ殺人事件
神戸市内の大学構内で、女性講師の刺殺死体が発見される。彼女は、その前日の夜、ネット上で有名なオカルト話「ひとりかくれんぼ」の再現実験を行っていた
JC科学捜査官 雛菊こまりとくねくね殺人事件
『くねくね』『赤いはんてん』『メリーさんの電話』『きさらぎ駅』等のオカルトになぞらえた数々の事件が発生する

## 主な登場人物
雛菊こまり
わずか14歳で、アメリカの大学でPh.D Candidateを取得した天才少女。FBIの特別研究員として祖父が勤務する兵庫県警科学捜査研究所に日本の科捜研との人材交流のために派遣される